# Эрика метельчатая
Э́рика мете́льчатая (лат. Erica scoparia) — вид растений рода Эрика семейства Вересковые.

## Ботаническое описание

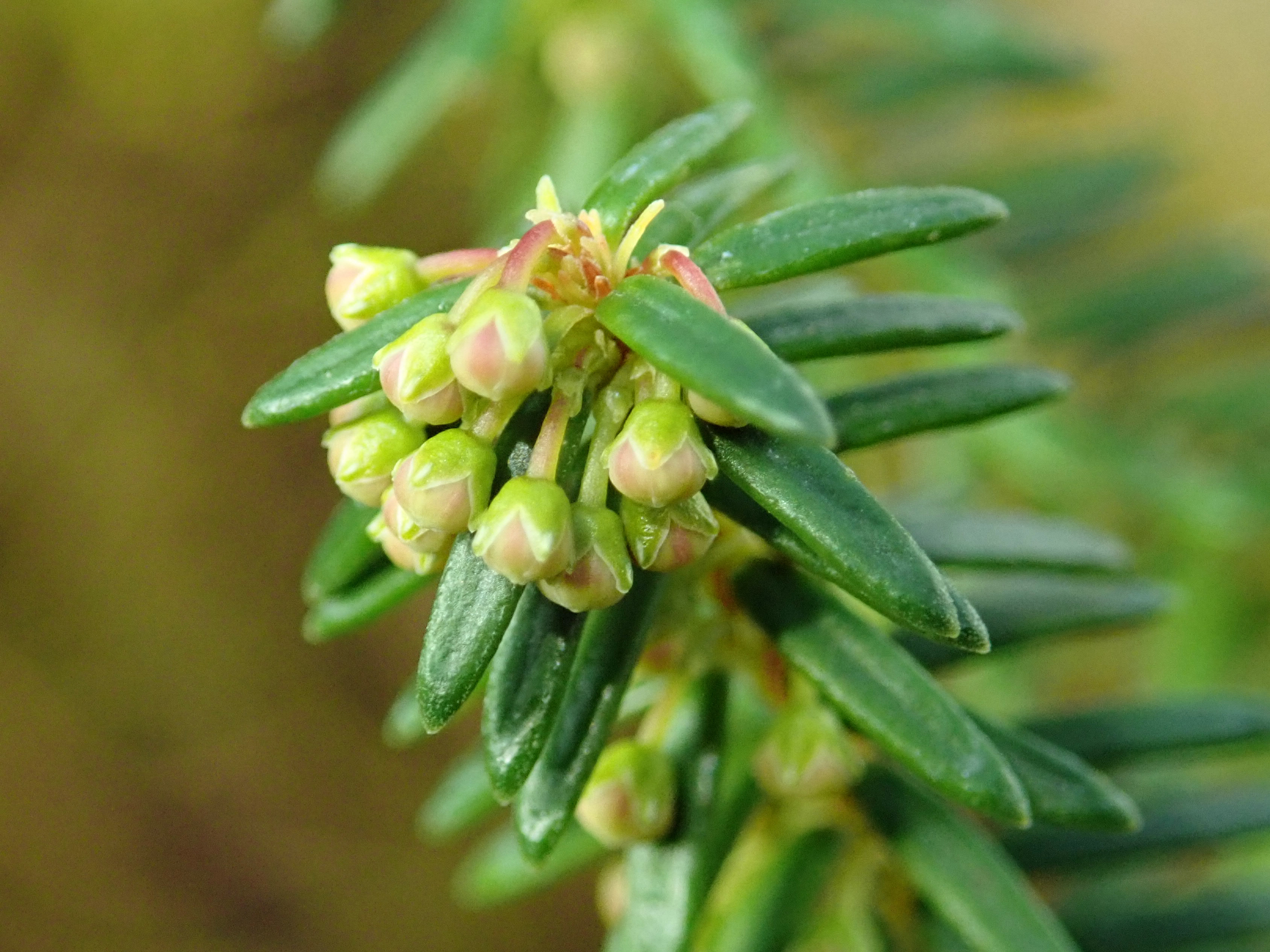
Erica_scoparia_subsp._platycodon_2020-02-08_7336

Крупный кустарник или низкорослое дерево высотой до 3 метров с неровной, ассиметричной кроной. Ветви прямые.
Листья линейные, заострённые на конце, длиной до 6 миллиметров, тёмно-зелёные. Располагаются в мутовках по три.
Цветение приходится на май—июнь, сопровождаясь распусканием 2—5 гроздей в пазухах листьев.
Венчик зеленоватый, шаровидный, длиной 3—4 миллиметра. Цветоножка и чашечка голые. Соцветия небольшого размера и особо не отличаются красотой.

## Распространение и экология
Произрастает на территории Пиренейского полуострова, Северной Африки и на Мадейре.